# Charles-Philippe-Simon de Montboissier-Beaufort-Canillac
Pour les autres membres de la famille, voir Famille de Montboissier.
Charles Philippe Simon, baron de Montboissier-Beaufort-Canillac (30 octobre 1750, Paris - 1er octobre 1802, Vienne) est un général et homme politique français.

## Biographie
Neveu de Philippe-Claude de Montboissier-Beaufort-Canillac, il embrasse la carrière des armes, et commanda pendant quelques années le Régiment Royal des Vaisseaux. 
Il est maréchal de camp quand il est élu, le 21 mars 1789, député de la noblesse aux États généraux par le bailliage de Chartres. Il proteste contre le vote par tête et donne sa démission le 18 juillet 1791 après le retour de Varennes, émigre dans l'armée des émigrés et meurt à l'étranger.
Gendre de Malesherbes, il est le beau-père d'Édouard-Charles-Victurnien Colbert, de Charles-Alexandre-Balthazar-François-de-Paule de Baert-Duholant.

## Sources
- « Charles-Philippe-Simon de Montboissier-Beaufort-Canillac », dans Adolphe Robert et Gaston Cougny, Dictionnaire des parlementaires français, Edgar Bourloton, 1889-1891 [détail de l’édition]